# Гемосидерин

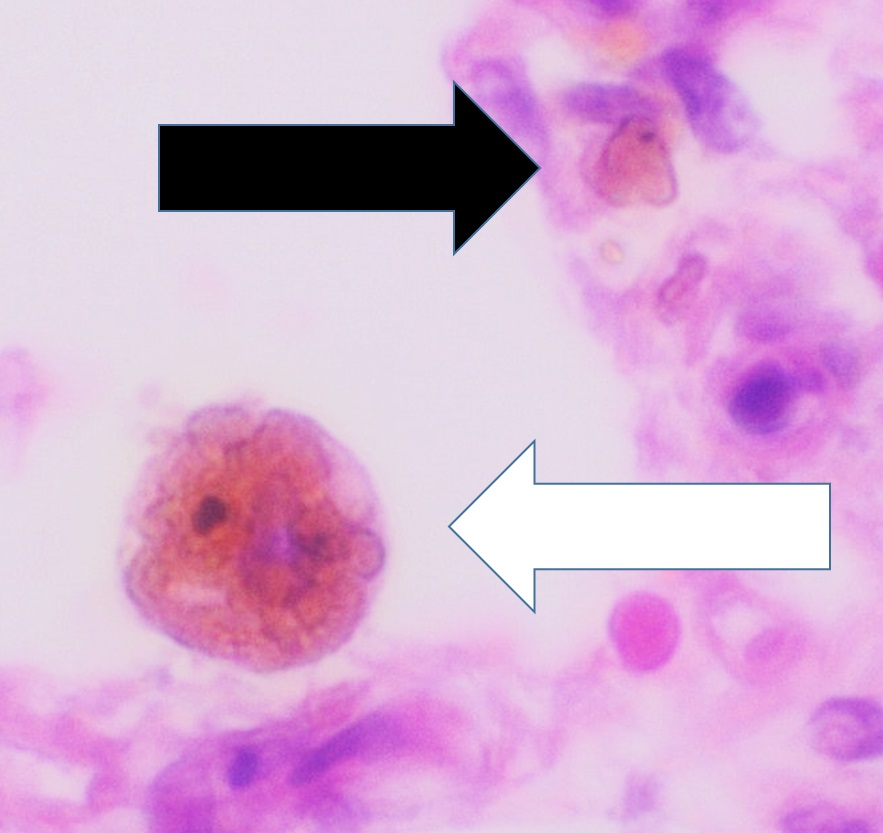
Гістопатологія випадку хронічного легеневого застою, що демонструє інтерстицій з відкладенням гемосидерину (чорна стрілка), набряк і колагенове потовщення. Альвеола містить сидерофаг (біла стрілка, яка характеризується грубим коричневим пігментом, який легко заломлюється).

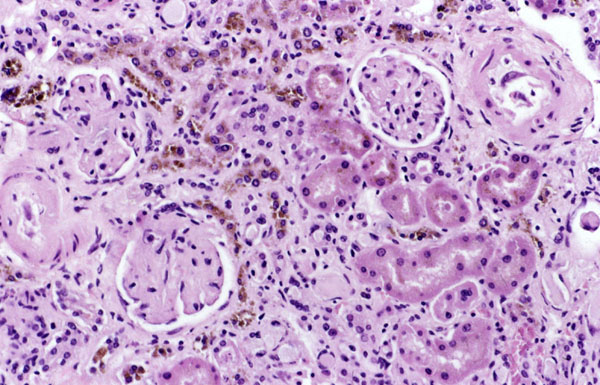
Гемосидеринове зображення нирки під мікроскопом. Коричневі ділянки представляють гемосидерин

Гемосидерин або гемосидерин - це комплекс запасів заліза, який складається з частково перетравленого феритину та лізосом. При розпаді гему утворюються білівердин і залізо. Потім організм затримує вивільнене залізо і зберігає його у вигляді гемосидерину в тканинах. Гемосидерин також утворюється внаслідок аномального метаболічного шляху феритину.
Він знаходиться лише в клітинах (на відміну від циркуляції в крові) і, здається, є комплексом феритину, денатурованого феритину та інших частин. Залізо, що міститься в відкладеннях гемосидерину, дуже малодоступне як джерело цього елементу, коли це необхідно. Гемосидерин можна ідентифікувати гістологічно за допомогою берлінської блакитної фарби за Перлзом ; Залізо в гемосидерині стає синім до чорного під дією фероціаніду калію. У нормальних тварин відкладення гемосидерину невеликі і зазвичай непомітні без спеціальних забарвлень. Надмірне накопичення гемосидерину зазвичай виявляється в клітинах системи мононуклеарних фагоцитів (MPS) або іноді в епітеліальних клітинах печінки та нирок.
Кілька хворобливих процесів призводять до відкладення більшої кількості гемосидерину в тканинах. Хоча ці відкладення зазвичай не викликають симптомів, вони можуть призвести до пошкодження органів.
Гемосидерин найчастіше зустрічається в макрофагах і особливо часто після кровотечі, припускають, що його утворення може бути пов'язане з фагоцитозом еритроцитів і гемоглобіну. Гемосидерин може накопичуватися в різних органах при різних захворюваннях.
Залізо необхідне для багатьох хімічних реакцій (наприклад, у  окислювально-відновних реакціях) в організмі, але є токсичним, якщо його неправильно зберігати. Таким чином, виникло багато способів його запасання.

## Патофізіологія
Гемосидерин часто утворюється після кровотечі (крововиливу). Коли кров виходить із розірваної кровоносної судини, еритроцити гинуть, і гемоглобін клітини вивільняється у позаклітинний простір. Фагоцитарні клітини (системи мононуклеарних фагоцитів), які називаються макрофагами, поглинають (фагоцитують) гемоглобін, щоб розкласти його, виробляючи при цьому гемосидерин і білівердин, як продукти обміну. Надмірне системне накопичення гемосидерину може відбуватися в макрофагах у печінці, легенях, селезінці, нирках, лімфатичних вузлах і кістковому мозку. Ці накопичення можуть бути спричинені надмірним руйнуванням червоних кров’яних тілець(гемолізом), надмірним поглинанням заліза/гіперферемією або зниженим використанням заліза (наприклад, анемія через токсичність міді), гіпоферемією поглинання (що часто призводить до залізодефіцитної анемії).
Клітинне залізо зустрічається у вигляді феритину або гемосидерину. Його ідентифікують у клітинах за допомогою реакції Перлза або берлінської блакитної, під час якої іонне залізо реагує з фероціанідом кислоти, надаючи синє забарвлення.

## Захворювання пов'язані з відкладенням гемосидерину
Гемосидерин може відкладатися при захворюваннях, пов'язаних з перевантаженням залізом. Як правило, це захворювання: серповидно-клітинна анемія та таласемія, при яких необхідні часті переливання крові.